# Rethel
För andra betydelser, se Rethel (olika betydelser).

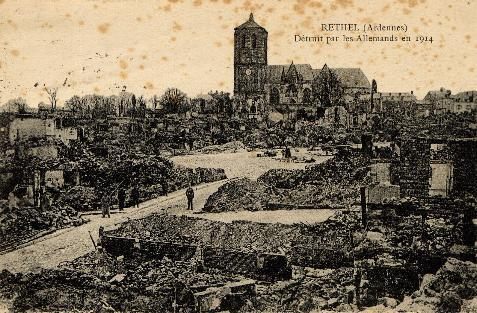
Rethel förstört av tyskarna 1914

Rethel är en stad och en kommun i departementet Ardennes i nordöstra Frankrike. Staden är huvudort i arrondissementet med samma namn. Kommunen Rethel hade 7 793 invånare år 2007. Staden ligger vid floden Aisne samt vid den parallellt löpande kanalen Canal des Ardennes. Staden har en TGV-station på sträckan Paris-Sedan.
Staden anses ha grundats av Julius Caesar när han satte upp ett läger på platsen. På 600-talet omnämns plasten som Villa Reistete. Redan på 1000-talet var Rethel huvudort i ett grevskap.
Rethel har varit skådeplatsen för många slag ända sedan medeltiden, de två senaste när tyskarna år 1914 under Första världskriget nästan fullständigt förstörde staden samt år 1940 under Andra världskriget då 14:e franska infanteridivisionen under brigadgeneralen Jean de Lattre de Tassigny bjöd kraftigt motstånd när tyska Wehrmacht anföll Frankrike.
Victor Hugo skrev 1836 att ”Rethel se répand gracieusement de haut d’une colline jusque sur la rivière d'Aisne..." ("Rethel brer ut sig graciöst från höjden av en kulle ner mot floden Aisne").
I Rethel föddes förläggaren Louis Hachette (1800-1864), som år 1826 grundade bokförlaget Hachette, idag Hachette Filipacchi Médias.

## Befolkningsutveckling
Antalet invånare i kommunen Rethel
| Referens: INSEE |